# Vitali Halberstadt

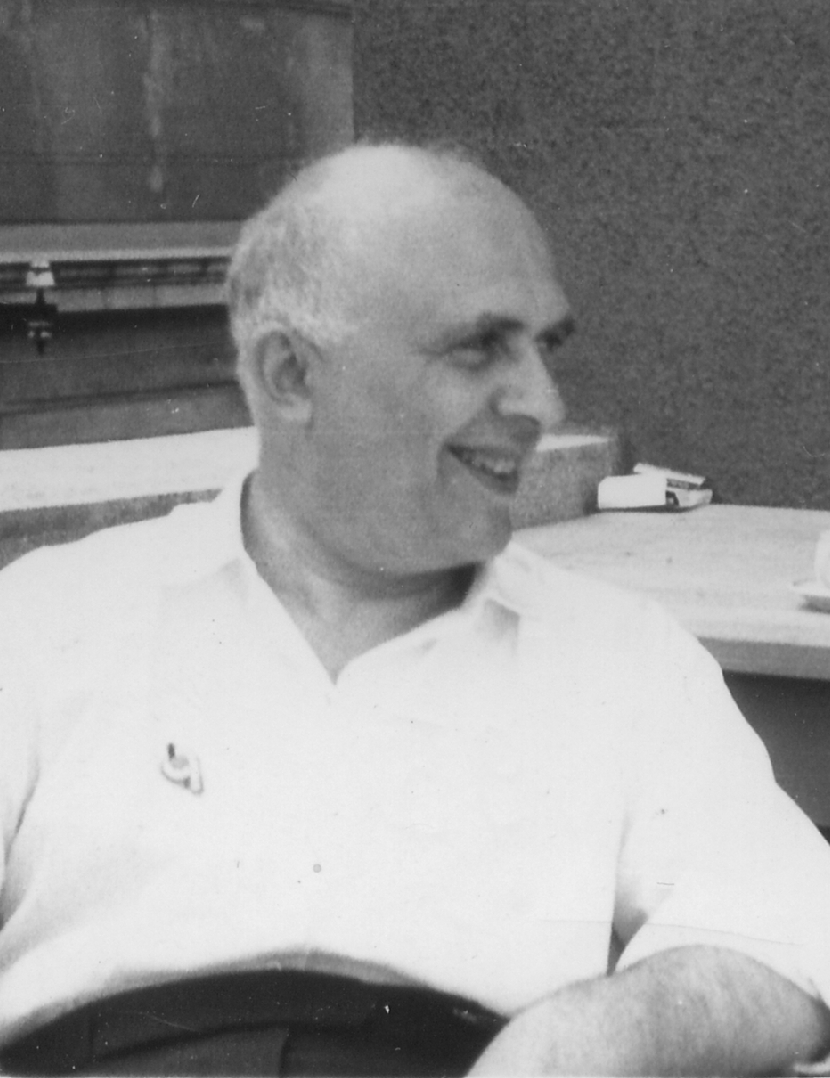
Vitali Halberstadt

Vitali Samson Emmanuelowitsch Halberstadt (* 20. März 1903 in Odessa, Russisches Kaiserreich; † 18. Oktober 1967 in Paris, Frankreich) war ein französischer Autor von Schachkompositionen.

## Leben

### Privatleben
Halberstadt, Sohn des international arbeitenden Juristen Emmanuel Halberstadt, wuchs als Einzelkind auf. 1905 oder 1906 verließ die Familie Odessa aus nicht mehr bekannten Gründen und zog in die russische Reichshauptstadt Sankt Petersburg. Es ist möglich, dass das Pogrom im Oktober 1905 Auslöser war, bei dem mindestens 300 bis 400 Juden getötet wurden und in dessen Folge etwa 50.000 Juden Odessa verließen. Vitali Halberstadt bekam in Sankt Petersburg Klavierunterricht und blieb zeitlebens ein leidenschaftlicher Klavierspieler. Vermutlich 1919 verließ die Familie Sowjetrussland und siedelte in Berlin an, da Halberstadts Vater Emmanuel als Menschewik nicht in Russland bleiben wollte. Vitali Halberstadt, der zu dieser Zeit Russisch, Englisch und Deutsch sprach, schloss hier sein Abitur ab. Die frühen 1920er Jahre brachten einen Umzug der Familie nach Frankreich mit sich. Es ist unklar, ob die Familie zunächst in Südfrankreich wohnte, bevor sie nach Paris zog. 1935 heiratete er die Jekaterinoslawerin Marie Lewitt, die eine von fünf Schwestern einer großen Familie war. Gemeinsam mit ihrer älteren und Zwillingsschwester promovierte Marie Lewitt am Grenoble INP. Lewitts ältere Schwester war Gründerin von Mariac Enterprise, wo die fünf Schwestern arbeiteten. Halberstadt selbst studierte in Paris zunächst Jura und arbeitete vor dem Zweiten Weltkrieg für die Firma Mattress Simmons.
Durch eine Volkszählung ist bekannt, dass 1936 in Paris und den Vororten 33.600 Russen lebten.
Im Februar 1942 ging aus der Ehe die Tochter Tatiana hervor. Bei einer Massenverhaftung unter dem Vichy-Regime im Juli 1942 beim Vélodrome d’Hiver nahm die französische Polizei auf Befehl der nationalsozialistischen deutschen Besatzer Frankreichs mehr als 13.000 Juden fest. Halberstadts Ehefrau, Tochter und Mutter wurden inhaftiert. Durch einen gnädigen französischen Polizisten wurden Ehefrau und Tochter die Flucht durch eine Hintertür ermöglicht, Halberstadts Mutter hingegen wurde nach Auschwitz deportiert, wo sie 1943 starb.
Nach der Massenverhaftung lebten Vitali Halberstadt und seine Frau unter falscher Identität in Bagneux, während die Tochter bei einer Pflegefamilie in Poitoi unterkam. 1944 wurde der Sohn Emmanuel geboren, der ebenfalls die ersten Monate bei der Pflegefamilie verbrachte. Erst nach Kriegsende war die Rückkehr nach Paris möglich.
1957 nahmen Halberstadt und seine Ehefrau die französische Staatsbürgerschaft an, die möglicherweise für den Kongress des 1956 gegründeten Schachkompositionsweltverbands PCCC in Piran 1958 benötigt wurde. Halberstadt hatte neben dem Schach noch vielfältige weitere intellektuelle Interessen im Bereich der Kunst. So war er an Philosophie, Literatur und Malerei interessiert. Außerdem hatte Halberstadt Kontakte zu bedeutenden und bekannten Personen der französischen Kultur und des Schachs.
Am Weihnachtstag 1961 wurde Halberstadts Ehefrau Marie bei einem Taxi-Unfall getötet, der Sohn Emmanuel wurde lebensgefährlich verletzt. Hiervon getroffen gab Halberstadt das Schachspiel auf und arbeitete auf das Angebot einer Schwägerin unter sich verschlechternder Gesundheit als Generalsekretär für Etablissements Mariac.
Am 18. Oktober 1967 erlitt er einen tödlicher Herzinfarkt. Halberstadts Todesdatum wird in der Literatur gewöhnlich falsch angegeben, so sind die Angaben des 8. oder 25. Oktobers anzutreffen. Im Sommer 2014 stellten jedoch Halberstadts Kinder in der E-Mail-Konversation mit Alain Pallier klar, dass der 18. Oktober 1967 korrekt ist. Das Grab Halberstadts befindet sich auf dem Pariser Friedhof Auteuil.

### Schachspieler und Schachkomponist
Halberstadt errang in jüngeren Jahren auch im praktischen Schach Erfolge. So gewann er 1925 punktgleich mit Abraham Baratz die Meisterschaft von Paris. Im Januar 1926 nahm er erstmals in Hyères teil, wo er im Mittelfeld abschloss, aber David Janowski besiegt hatte. Anschließend wurde er in Paris geteilter Erster beim Cercle Philidor. Für zwei kurze Turniere hielt sich Halberstadt im August und September in Nizza auf, wo er das erste Turnier gewann und im zweiten Turnier den zweiten Platz erreichte. Diese Form konnte er nicht aufrechterhalten, obwohl er auch bei späteren Stadtmeisterschaften und französischen Turnieren ordentliche Ergebnisse erzielte, so war er etwa im Jahr 1928 in Hyères gemeinsamer Turniersieger mit Marcel Duchamp und John O’Hanlon. Insgesamt nahm Halberstadt von 1925 bis 1935 elfmal an der Pariser Meisterschaft teil.
Seit 1924 verfasste er mehr als zweihundert Studien, von denen 19 in das FIDE-Album aufgenommen wurden. Seine erste Studie erschien 1925 in Marseille. 1957 wurde Halberstadt Internationaler Schiedsrichter für Schachkompositionen. Zusammen mit seinem Freund, dem berühmten Künstler Marcel Duchamp, der wie erwähnt auch ein starker Schachspieler war, verfasste Halberstadt ein an der Einbeziehung ästhetischer Elemente orientiertes Buch über Bauernendspiel-Studien in drei Sprachen, dessen französischer Titel L'Opposition et les cases conjugées sont réconciliées lautet. Das Manuskript wurde vermutlich zunächst abgelehnt und schließlich durch Edmond Lancel im Juni 1932 bei Éditions de l'Échiquier in einer Auflage von eintausend Exemplaren veröffentlicht. Darüber hinaus schrieb Halberstadt verschiedene Schachkolumnen, war Gründungsmitglied der Union des Problémistes de France und ein aktiver Propagandist für Schachkunst.
Beim PCCC-Kongress in Piran 1958 wurde Halberstadt mit Harold Lommer und Alexander Kasanzew zu einem Mitglied der Unterkommission für Schachstudien.
Wie André Chéron bevorzugte Halberstadt analytische Studien, selten arbeitete er im romantischen Stil. Er war Redakteur der Studienrubrik in der Schachzeitschrift Thèmes-64. 1954 gab er in Paris eine Sammlung seiner Studien heraus. Sie umfasste 77 seiner Arbeiten.
|   | a | b | c | d | e | f | g | h |   |
| 8 |   |   |   |   |   |   |   |   | 8 |
| 7 |   |   |   |   |   |   |   |   | 7 |
| 6 |   |   |   |   |   |   |   |   | 6 |
| 5 |   |   |   |   |   |   |   |   | 5 |
| 4 |   |   |   |   |   |   |   |   | 4 |
| 3 |   |   |   |   |   |   |   |   | 3 |
| 2 |   |   |   |   |   |   |   |   | 2 |
| 1 |   |   |   |   |   |   |   |   | 1 |
|   | a | b | c | d | e | f | g | h |   |

Lösung:

1. f5–f6+ Kg7–h8!

2. Lg8–d5! Se2–d4

3. Ld5–e4 Sh2–g4

4. f6–f7 Sd4–f5+!

5. Le4xf5 Sg4–h6 

6. f7–f8T+! und Gewinn

oder

2. … Se2–f4

3. Ld5–e4 Sh2–g4

4. f6–f7 Sf4–g6+!

5. Le4xg6 Sg4–h6

6. f7–f8L!! und Gewinn

Zum Patt würde jeweils 6. f8D+? Sg8+ führen. In der unteren Variante scheitert 6. f8T+? an 6. … Kg7 7. Lc2 Sg8+ 8. Ke8 Sf6+ und Dauerschach.

## Werke
- Vitali Halberstadt und Marcel Duchamp: L'opposition et les cases conjuguées sont réconciliées (Paris-Brüssel 1932, deutsche Ausgabe 2001 unter dem Titel Opposition und Schwesterfelder, ISBN 3-932170-35-0).
- Vitali Halberstadt: Curiosités Tactiques des Finales, Paris 1954